# 아랑 (극단)
아랑(阿娘)은 일제강점기의 연극 극단이다.

## 개요
연극 배우들이 중심이 되어 1939년 8월에 창립된 상업 극단이다. 아랑은 신파극으로 큰 성공을 거둔 동양극장과 관련이 깊다. 동양극장을 운영하던 홍순언과 배구자 부부 가운데 홍순언이 사망한 뒤 최독견이 극장 경영에 실패하면서 파산한 사건이 창립의 계기가 되었기 때문이다. 동양극장 전속 배우로 인기를 누렸던 황철과 차홍녀 등은 이탈하여 동대문 인근의 제일극장을 중심으로 새 극단을 결성했다.
창립작은 1939년 9월 27일 대구극장 창립 공연을 시작으로 전국적인 순회 공연을 가진 《청춘극장》이었다. 신생 극단이지만 청춘좌 출신의 유명 배우들이 조직하고 유명한 극작가들도 영입한 아랑에는 많은 관심이 쏠려렸다.
1940년에는 조선연극협회에 가입하였다. 아랑은 초반에는 동양극장의 전통을 잇는 순정극을 공연했으나, 이후 일제 강점기 말기의 국민연극 시대에 황민화와 내선일체를 선전하는 작품을 공연하는 방향으로 변화했다.
동양극장의 전속 작가였던 임선규가 대표를 맡았고, 단원으로는 황철과 차홍녀를 비롯해 서일성, 양백명, 김선초, 박영신, 문정복, 이정순 등이 포함되었다.

## 주요 작품
- 1939년 : 《청춘극장》 (임선규)
- 1939년 : 《그들의 일생》 (임선규)
- 1940년 : 《안해의 고백》 (남궁춘)
- 1940년 : 《김옥균》 (임선규)
- 1942년 : 《행복의 계시》 (김태진) - 제1회 국민극 경연대회 출품작
- 1943년 : 《물새》 (박영호) - 제2회 국민극 경연대회 출품작
- 1945년 : 《산하유정》 (김승구) - 제3회 국민극 경연대회 출품작

## 같이 보기
- 동양극장

## 참고자료
- 친일인명사전편찬위원회 (2004년 12월 27일). 《일제협력단체사전 - 국내 중앙편》. 서울: 민족문제연구소. 685~686쪽쪽. ISBN 8995330724.